# Mustikkasaari (ö i Södra Karelen, Villmanstrand, lat 60,96, long 27,39)
Mustikkasaari är en ö i Finland. Den ligger i sjön Pastjärvi och i kommunen Luumäki i den ekonomiska regionen  Villmanstrands ekonomiska region  och landskapet Södra Karelen, i den södra delen av landet, 160 km nordost om huvudstaden Helsingfors. Öns area är 0,3 hektar och dess största längd är 120 meter i nord-sydlig riktning.